# Anywhere but Here (Pola Rise)
Anywhere but Here è l'album di debutto della cantante polacca Pola Rise, pubblicato il 12 gennaio 2018 su etichetta discografica Warner Music Poland.

## Tracce
1. Go Slow – 4:00
2. Hear You – 3:30
3. No More (feat. Slowsteps) – 4:42
4. Highway – 4:16
5. Blackstar – 3:56
6. Breathe – 3:10
7. Fear – 4:13
8. Sand – 3:39
9. OhOH – 3:58
10. Carousel – 4:34
11. Silence – 3:51
12. The Greatest – 3:29

## Classifiche
| Classifica (2018) | Posizione massima |
| ----------------- | ----------------- |
| Polonia           | 28                |